# McFly
McFLY – angielski zespół pop-rockowy, który oficjalnie zadebiutował w 2004 roku singlem 5 Colours In Her Hair.
Nazwa zespołu pochodzi od Marty’ego McFlya, bohatera ulubionego filmu Toma Fletchera – Powrót do przyszłości.
W 2005 formacja dostała nagrodę Brit Awards dla najlepszego wykonawcy pop. McFly występowali w ramach takich akcji charytatywnych jak: Comic Relief, Children in Need, Live 8 w Tokio, Sport Relief czy Godzina dla Ziemi (ang. Earth Hour). Wszyscy czterej członkowie zespołu zagrali również drugoplanowe role w amerykańskiej komedii romantycznej u boku Lindsay Lohan Całe szczęście (ang. Just My Luck) z 2006 roku.
11 listopada 2013 roku ogłoszono powstanie supergrupy McBusted, w skład której wszedł cały zespół McFly oraz byli członkowie zespołu Busted: Matt Willis i James Bourne. W 2014 roku odbyła się ich wspólna trasa koncertowa po Wielkiej Brytanii.
W 2014 McFly zostali uhonorowani specjalną nagrodą Nickelodeon Kids’ Choice Award dla ulubionego brytyjskiego zespołu ostatniej dekady.
Do roku 2023 McFly umieścili 21 singli na Top 40 UK Singles Chart (w tym siedem, które dotarły na szczyt notowania) oraz dziewięć albumów na Top 40 UK Albums Chart.
10 września 2019 McFly ogłosili powrót. 20 listopada 2019 zagrali koncert w O2 Arena w Londynie. Przed koncertem ukazywały się co tydzień niepublikowane wcześniej utwory "The Lost Songs".

## Skład
- Danny Jones – śpiew, gitara, harmonijka, gitara hawajska
- Dougie Poynter – śpiew, gitara basowa, gitara
- Harry Judd – perkusja
- Tom Fletcher – śpiew, gitara, pianino, keyboard

## Dyskografia

### Albumy studyjne
- Room on the 3rd Floor (2004)
- Wonderland (2005)
- Motion in the Ocean (2006)
- Radio:Active (2008)
- Above The Noise (2010)
- McBusted (2014) (jako McBusted)
- Young Dumb Thrills (2020)
- Power to Play (2023)

### Kompilacje
- Just My Luck (Soundtrack do filmu Całe szczęście)
- All the Greatest Hits (2007)
- Memory Lane: The Best of McFly (2012)

### Single
- 5 Colours in Her Hair (2004)
- Obviously (2004)
- That Girl (2004)
- Room on the 3rd Floor (2004)
- All About You/You’ve Got a Friend (2005)
- I’ll Be OK (2005)
- I Wanna Hold You (2005)
- Ultraviolet/The Ballad Of Paul K (2005)
- Don’t Stop Me Now/Please, Please (2006)
- Star Girl (2006)
- Sorry's Not Good Enough/Friday Night (2006)
- Baby’s Coming Back/Transylvania (2007)
- The Heart Never Lies (2007)
- One For The Radio (2008)
- Lies (2008)
- Do Ya/Stay with me (2008)
- Falling in love (2009)
- Party Girl (2010)
- Shine a light (2010)
- That's the truth (2011)
- Love is Easy (2012)
- Love is on the radio (2013)
- Air Guitar (2014) (jako McBusted)
- Hapiness (2020)
- Growing Up (feat. Mark Hoppus) (2020)
- Tonight Is The Night (2020)
- You're Not Special (2021)
- Dragonball (2021)
- Where Did All the Guitars Go? (2023)
- God of Rock&Roll (2023)
- Honey I'm Home (2023)

## Wideografia
- The Wonderland Tour 2005 (2005)
- All The Greatest Hits (2007)
- Radio:ACTIVE live at Wembley (2008)
- Behind the Noise (2010)
- Nowhere Left to Run (2010)
- McFly 10th Anniversary Concert live at Royal Albert Hall (2013)

## Trasy koncertowe
- 2004 – Ogólnokrajowe tournée wraz z Busted oraz V
- 2004 – Pierwsza samodzielna trasa zespołu
- 2005 – Trasa promująca płytę Wonderland
- 2006 – Trasa promująca płytę Motion in the Ocean
- 2007 – Up Close and Personal
- 2007 – Trasa promująca płytę Greatest Hits
- 2008 – Trasa promująca płytę Radio:Active
- 2009 – Up close... but this time it's personal tour – Trasa promująca płytę Radio:Active
- 2010 – Before the Noise
- 2011 – Trasa promująca płytę Above the Noise
- 2012 – Keep Calm & Play Louder
- 2013 – Memory Lane
- 19 – 22 września 2013 – koncerty z okazji 10-lecia zespołu w Royal Albert Hall
- 2014 – McBusted Tour (razem z Mattem Willisem i Jamesem Bourne jako McBusted)
- 2015 – McBusted's Most Excellent Adventure Tour (jako McBusted)
- 2016 – McFly Anthology
- 20 listopada 2019 – koncert w O2 Arena

- 2021 - 2022 - Trasa promująca płytę Young Dumb Thrills po Wielkiej Brytanii i Brazylii
- 2023 - 2024 - Trasa promująca płytę Power to Play po Wielkiej Brytanii i Brazylii
- 9 - 10 października 2024 - koncerty z okazji 21. urodzin zespołu w O2 Arena
- 2025 - Busted Vs McFLY Tour

## Covery
| Rok  | Tytuł                                     | Poprzedni wykonawca                | Album                                                                                 |
| ---- | ----------------------------------------- | ---------------------------------- | ------------------------------------------------------------------------------------- |
| 2003 | „Build Me Up Buttercup” (razem z Busted)  | The Foundations                    | singiel Crashed The Wedding CD1                                                       |
| 2004 | „Lola” (razem z Busted                    | The Kinks                          | singiel 5 Colours in Her Hair CD1                                                     |
| 2004 | „Help!”                                   | The Beatles                        | singiel Obviously CD2                                                                 |
| 2004 | „She Loves You”                           | The Beatles                        | singiel That Girl CD1                                                                 |
| 2004 | „Crazy Little Thing Called Love”          | Queen                              | singiel Room On The 3rd Floor CD1                                                     |
| 2005 | „You’ve Got a Friend”                     | Carole King i James Taylor         | podwójny singiel All About You/You’ve Got a Friend wydany w ramach akcji Comic Relief |
| 2005 | „Pinball Wizard”                          | The Who                            | singiel I’ll Be OK CD2                                                                |
| 2005 | „Mr Brightside”                           | The Killers                        | singiel I Wanna Hold You CD1                                                          |
| 2005 | „I Predict A Riot”                        | Kaiser Chiefs                      | singiel Ultraviolet/The Ballad of Paul K CD2                                          |
| 2005 | „My Generation” (razem z Rogerem Daltrey) | The Who                            | Nagrane dla Teenage Cancer Trust                                                      |
| 2005 | „On My Own”                               | The Used                           |                                                                                       |
| 2006 | „Don’t Stop Me Now”                       | Queen                              | Motion in the Ocean                                                                   |
| 2006 | „Rockin’ Robin”                           | Bobby Day                          | singiel Sorry's Not Good Enough/Friday Night                                          |
| 2007 | „Baby’s Coming Back”                      | Jellyfish                          | podwójny singiel Baby’s Coming Back/Transylvania                                      |
| 2007 | „You're The One That I Want”              | John Travolta i Olivia Newton-John | charytatywna płyta Over the Rainbow                                                   |
| 2007 | „A Town Called Malice”                    | The Jam                            | składanka Radio 1 Established 1967                                                    |
| 2007 | „Umbrella”                                | Rihanna                            | singiel The Heart Never Lies                                                          |
| 2007 | „The Way You Make Me Feel”                | Foolproof                          | All the Greatest Hits                                                                 |
| 2007 | „Fight For Your Right”                    | Beastie Boys                       | The Greatest Bits: B-Sides & Rarities                                                 |
| 2007 | „Born to Run”                             | Bruce Springsteen                  | nagrane w ramach BBC Radio 1 Live Lounge Session                                      |
| 2008 | „The Winner Takes It All”                 | ABBA                               | singiel Lies CD1                                                                      |
| 2008 | „Stay with Me”                            | The Faces                          | podwójny singiel Do Ya/Stay with Me                                                   |
| 2008 | „I Kissed a Girl”                         | Katy Perry                         | podwójny singiel Do Ya/Stay with Me                                                   |
| 2008 | „Black or White”                          | Michael Jackson                    | trasa promująca album Radio:Active                                                    |
| 2009 | „I Gotta Feeling”                         | The Black Eyed Peas                | europejska trasa koncertowa                                                           |
| 2009 | „The Promise”                             | Girls Aloud                        | trasa Up close... but this time it's personal tour                                    |
| 2010 | „Dynamite”                                | Taio Cruz                          | nagrane w ramach BBC Radio 1 Live Lounge Session                                      |
| 2011 | „Pass out”                                | Tinie Tempah                       | trasa promująca album Above the Noise                                                 |
| 2021 | „Walking in the Air”                      | Howard Blake                       | singiel świąteczny                                                                    |
| 2024 | „It's All Coming Back to Me Now”          | Celine Dion                        | zwycięski utwór w programie The Masked Singer                                         |

## Nagrody i rekordy

### Rekord Guinnessa
Pierwszy album zespołu Room on the 3rd Floor znalazł się na szczycie listy Top 40 UK Album Chart. McFly pobili rekord Guinnessa należący wcześniej do The Beatles, najmłodszego zespołu z debiutanckim albumem numer jeden.
10 września 2005 roku płyta Wonderland dotarła na szczyt notowania Top 40 UK Album Chart, tym samym McFly stali się najmłodszym zespołem, którego dwa albumy stały się numerem jeden UK Album Chart.

### Nagrody
| Rok  | Nagroda                              | Kategoria                                                         |
| ---- | ------------------------------------ | ----------------------------------------------------------------- |
| 2004 | Disney Channel Kids Awards           | Najlepszy debiutant                                               |
| 2004 | Smash Hits Awards                    | Najlepszy brytyjski zespół                                        |
| 2004 | Smash Hits Awards                    | Najlepszy album (za Room on the 3rd Floor)                        |
| 2004 | Smash Hits Awards                    | Najlepszy teledysk (za „That Girl”)                               |
| 2004 | Smash Hits Awards                    | Gwiazda roku                                                      |
| 2004 | Smash Hits Awards                    | Most Fanciable Male (Danny Jones)                                 |
| 2005 | The BRIT Awards                      | Najlepszy wykonawca pop                                           |
| 2005 | Nordoff Robbins Silver Clef Award    | Najlepszy debiutant                                               |
| 2005 | Smash Hits Awards                    | Gwiazda roku                                                      |
| 2005 | Smash Hits Awards                    | Najlepszy brytyjski zespół                                        |
| 2005 | Smash Hits Awards                    | Najlepszy singiel (za „All about you”)                            |
| 2005 | Smash Hits Awards                    | Najlepszy album (za Wonderland)                                   |
| 2005 | Smash Hits Awards                    | Most Snoggable Male (Danny Jones)                                 |
| 2005 | Smash Hits Awards                    | Top Mop (Dougie Poynter)                                          |
| 2006 | Virgin.net Music Awards              | Najlepszy zespół                                                  |
| 2006 | Virgin.net Music Awards              | Most Fanciable Male (Dougie Poynter)                              |
| 2006 | BT Digital Music Awards              | Najlepsza strona Internetowa                                      |
| 2007 | Nickelodeon UK Kids Choice Awards    | Najlepszy zespół                                                  |
| 2007 | UK Festival Awards                   | Najlepszy wykonawca pop                                           |
| 2007 | Virgin.net Music Awards              | Najlepszy wykonawca na żywo                                       |
| 2007 | Virgin.net Music Awards              | Most Fanciable Male (Dougie Poynter)                              |
| 2008 | Nickelodeon UK Kids Choice Awards    | Ulubiony zespół                                                   |
| 2008 | Star Smash Awards                    | Najlepszy album (za Radio:Active)                                 |
| 2008 | Star Smash Awards                    | Najlepszy zespół                                                  |
| 2008 | Star Smash Awards                    | Artysta roku                                                      |
| 2009 | Meus Premios Nickelodeon Brazil 2009 | Najlepszy wykonawca międzynarodowy                                |
| 2009 | UK Music Video Awards                | Najlepsze nagranie z koncertu (za „Radio:ACTIVE live at Wembley”) |
| 2010 | 4Music Video Honours                 | Najlepszy teledysk (za „Party Girl”)                              |
| 2011 | Nordoff Robbins Silver Clef Award    | Download/Digital Award                                            |
| 2011 | InRock Magazine                      | Najlepszy brytyjski zespół                                        |
| 2012 | Nordoff Robbins Silver Clef Award    | Najlepszy wykonawca na żywo                                       |
| 2014 | Nickelodeon Kids’ Choice Awards UK   | Ulubiony brytyjski zespół dekady                                  |